# Liste des appontements de Venise
Cet article recense les appontements de Venise, en Italie, exploités par les lignes de vaporetto de l'ACTV.
Le vaporetto est un bateau-bus adapté à l'environnement maritime de Venise. Les lignes font le tour du centre historique et le traversent par le Grand Canal, et le relie également à travers la lagune aux principales îles (Lido, Murano, etc.) et à quelques endroits de la terre ferme. Les appontements prennent la forme de pontons flottants fixes, couverts et de forme rectangulaire. La plupart des stations ne comprennent qu'un seul ponton, mais les plus utilisées peuvent en compter jusqu'à 8 (comme l'arrêt San Marco).

## Venise

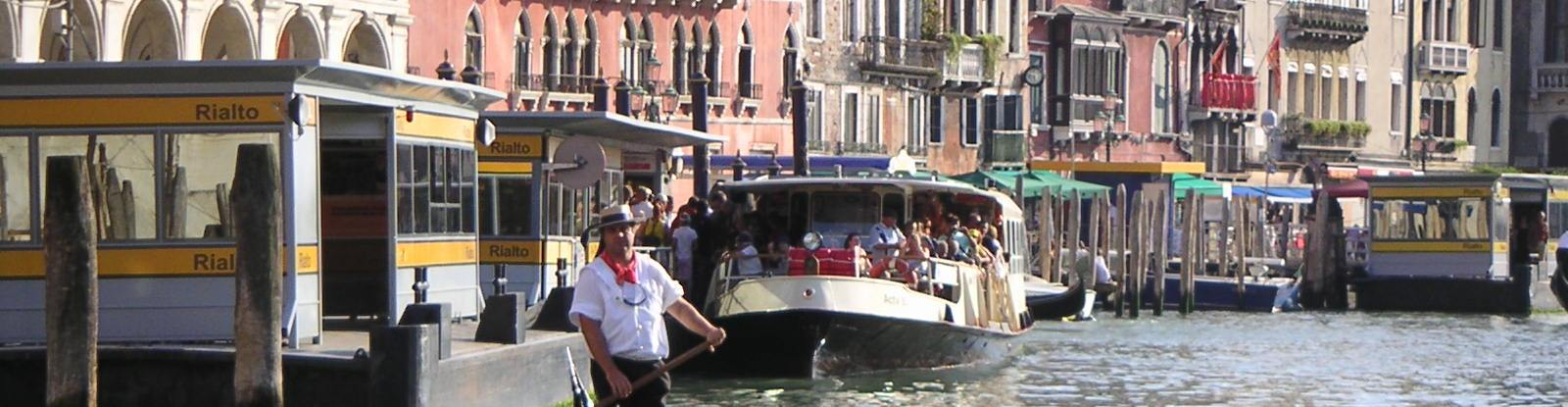
Vue panoramique de 3 des 4 appontements de l'arrêt Rialto, sur le Grand Canal.

### Cannaregio
Le sestiere de Cannaregio est situé au nord du centre historique de Venise. Les appontements de l'ACTV y sont situés à trois endroits distincts :
- Au nord, le long de la lagune
- Au sud, sur le Grand Canal
- Au sud-ouest, sur le canal de Cannaregio, seul canal intérieur de Venise suffisamment large pour autoriser le passage des vaporettos.

| Arrêt                    | Lieu                | Pontons | Lignes                                                                            | Coords.                           | Photo |
| ------------------------ | ------------------- | ------- | --------------------------------------------------------------------------------- | --------------------------------- | ----- |
| Ca' d'Oro                | Grand Canal         | 1       | 1, N                                                                              | 45° 26′ 26″ nord, 12° 20′ 02″ est |       |
| Crea                     | Canal de Cannaregio | 1       | 4.1, 4.2                                                                          | 45° 26′ 43″ nord, 12° 19′ 16″ est |       |
| Ferrovia                 | Grand Canal         | 5       | 1, 2, 2/, 3, 4.1, 4.2, 5.1, 5.2, N                                                | 45° 26′ 28″ nord, 12° 19′ 20″ est |       |
| Fondamente Nove          | Lagune              | 4       | 4.1 - 4.2 - 5.1 - 5.2 - 12 - 13 - 22 - B - Notturno Murano - Notturno Laguna Nord | 45° 26′ 35″ nord, 12° 20′ 27″ est |       |
| Guglie                   | Canal de Cannaregio | 2       | 4.1, 4.2, 5.1, 5.2, A                                                             | 45° 26′ 40″ nord, 12° 19′ 27″ est |       |
| Madonna dell'Orto        | Lagune              | 1       | 4.1, 4.2, 5.1, 5.2, A                                                             | 45° 26′ 52″ nord, 12° 19′ 58″ est |       |
| San Marcuola-Casinò (it) | Grand Canal         | 2       | 1, 2, N                                                                           | 45° 26′ 33″ nord, 12° 19′ 44″ est |       |
| Sant'Alvise              | Lagune              | 1       | 4.1, 4.2, 5.1, 5.2                                                                | 45° 26′ 55″ nord, 12° 19′ 46″ est |       |
| Tre Archi                | Canal de Cannaregio | 1       | 5.1, 5.2, 22                                                                      | 45° 26′ 47″ nord, 12° 19′ 11″ est |       |

### Castello
Le sestiere de Castello est situé à l'est du centre historique de Venise. Les appontements de l'ACTV y sont situés à deux endroits distincts :
- Au nord et à l'est, le long de la lagune
- Au sud, sur le Bacino di San Marco

| Arrêt                    | Lieu                | Pontons | Lignes                                                | Coords.                           | Photo |
| ------------------------ | ------------------- | ------- | ----------------------------------------------------- | --------------------------------- | ----- |
| Arsenale                 | Bacino di San Marco | 2       | 1, 4.1, 4.2, B                                        | 45° 25′ 58″ nord, 12° 20′ 55″ est |       |
| Bacini                   | Lagune              | 1       | 4.1, 4.2, 5.1, 5.2, 22, B                             | 45° 26′ 21″ nord, 12° 21′ 26″ est |       |
| Celestia                 | Lagune              | 1       | 4.1, 4.2, 5.1, 5.2                                    | 45° 26′ 21″ nord, 12° 20′ 59″ est |       |
| Giardini (it)            | Bacino di San Marco | 2       | 1, 2, 8, N                                            | 45° 25′ 47″ nord, 12° 21′ 18″ est |       |
| Giardini (it) Biennale   | Bacino di San Marco | 2       | 4.1, 4.2, 5.1, 5.2, 6                                 | 45° 25′ 44″ nord, 12° 21′ 22″ est |       |
| Ospedale                 | Lagune              | 1       | 4.1, 4.2, 5.1, 5.2, 22, B                             | 45° 26′ 27″ nord, 12° 20′ 41″ est |       |
| San Marco - San Zaccaria | Bacino di San Marco | 8       | 1, 2, 4.1, 4.2, 5.1, 5.2, 7, 10, 14, 15, 19, 20, B, R | 45° 26′ 01″ nord, 12° 20′ 42″ est |       |
| San Pietro di Castello   | Lagune              | 1       | 4.1, 4.2, 5.1, 5.2                                    | 45° 26′ 02″ nord, 12° 21′ 42″ est |       |
| Sant'Elena               | Bacino di San Marco | 2       | 1, 4.1, 4.2, 5.1, 5.2, 6                              | 45° 25′ 32″ nord, 12° 21′ 39″ est |       |

### Dorsoduro
Le sestiere de Dorsoduro est situé au sud du centre historique de Venise. Les appontements de l'ACTV y sont situés à quatre endroits distincts :
- Au nord, sur le Grand Canal
- Au sud :
  - Sur la rive nord du canal de la Giudecca
  - Sur la rive sud de ce canal, le long des îles de la Giudecca, Sacca Fisola et Sacca San Biagio
- À l'ouest, sur le canal de la Scomenzera

| Arrêt         | Lieu                                         | Pontons | Lignes                          | Coords.                           | Photo |
| ------------- | -------------------------------------------- | ------- | ------------------------------- | --------------------------------- | ----- |
| Accademia     | Grand Canal                                  | 2       | 1, 2, N                         | 45° 25′ 54″ nord, 12° 19′ 43″ est |       |
| Ca' Rezzonico | Grand Canal                                  | 1       | 1                               | 45° 26′ 00″ nord, 12° 19′ 38″ est |       |
| Molino Stucky | Canal de la Giudecca, île de la Giudecca     | 1       | B                               | 45° 25′ 42″ nord, 12° 19′ 12″ est |       |
| Palanca       | Canal de la Giudecca, île de la Giudecca     | 2       | 2, 4.1, 4.2, 5.1, 5.2, 8, N     | 45° 25′ 36″ nord, 12° 19′ 32″ est |       |
| Redentore     | Canal de la Giudecca, île de la Giudecca     | 1       | 2, 4.1, 4.2, 8, N               | 45° 25′ 32″ nord, 12° 19′ 56″ est |       |
| Sacca Fisola  | Canal de la Giudecca, île de la Sacca Fisola | 2       | 2, 4.1, 4.2, 8, N               | 45° 25′ 44″ nord, 12° 18′ 57″ est |       |
| Salute        | Grand Canal                                  | 1       | 1                               | 45° 25′ 52″ nord, 12° 20′ 04″ est |       |
| San Basilio   | Canal de la Giudecca                         | 1       | 2, 6, 8, N                      | 45° 25′ 50″ nord, 12° 19′ 15″ est |       |
| Santa Marta   | Canal de la Scomenzera                       | 1       | 4.1, 4.2, 5.1, 5.2, 6           | 45° 26′ 01″ nord, 12° 18′ 41″ est |       |
| Spirito Santo | Canal de la Giudecca                         | 1       | 5.1, 5.2                        | 45° 25′ 42″ nord, 12° 19′ 55″ est |       |
| Zattere       | Canal de la Giudecca                         | 3       | 2, 5.1, 5.2, 6, 8, 10, 16, B, N | 45° 25′ 45″ nord, 12° 19′ 36″ est |       |
| Zitelle       | Canal de la Giudecca, île de la Giudecca     | 2       | 2, 4.1, 4.2, 8, B, N            | 45° 25′ 36″ nord, 12° 20′ 16″ est |       |

### San Marco
Le sestiere de San Marco forme le cœur du centre historique de Venise. Les appontements de l'ACTV y sont situés à trois endroits distincts :
- Au nord, à l'ouest et au sud, sur le Grand Canal
- Sur l'île de San Giorgio Maggiore

| Arrêt                 | Lieu                                              | Pontons | Lignes         | Coords.                           | Photo |
| --------------------- | ------------------------------------------------- | ------- | -------------- | --------------------------------- | ----- |
| Giglio                | Grand Canal                                       | 1       | 1              | 45° 25′ 53″ nord, 12° 19′ 57″ est |       |
| Rialto                | Grand Canal                                       | 4       | 1, 2, 2/, N, A | 45° 26′ 15″ nord, 12° 20′ 07″ est |       |
| San Giorgio           | Canal de la Giudecca, île de San Giorgio Maggiore | 1       | 2, N           | 45° 25′ 46″ nord, 12° 20′ 32″ est |       |
| San Marco Giardinetti | Grand Canal                                       | 2       | 2, 10, A, B    | 45° 25′ 56″ nord, 12° 20′ 17″ est |       |
| San Marco Vallaresso  | Grand Canal                                       | 2       | 1, 2, N        | 45° 25′ 56″ nord, 12° 20′ 14″ est |       |
| San Samuele           | Grand Canal                                       | 1       | 2, N           | 45° 26′ 01″ nord, 12° 19′ 39″ est |       |
| Sant'Angelo           | Grand Canal                                       | 1       | 1, A           | 45° 26′ 08″ nord, 12° 19′ 49″ est |       |

### San Polo
Le sestiere de San Polo est le plus petit de Venise et ne comporte que trois appontements, sur sa façade orientale, le long du Grand Canal.
| Arrêt               | Lieu        | Pontons | Lignes  | Coords.                           | Photo |
| ------------------- | ----------- | ------- | ------- | --------------------------------- | ----- |
| Rialto Mercato (de) | Grand Canal | 1       | 1, N    | 45° 26′ 22″ nord, 12° 20′ 07″ est |       |
| San Silvestro       | Grand Canal | 1       | 1       | 45° 26′ 12″ nord, 12° 20′ 00″ est |       |
| San Tomà            | Grand Canal | 2       | 1, 2, N | 45° 26′ 07″ nord, 12° 19′ 41″ est |       |

### Santa Croce
Le sestiere de Santa Croce est situé à l'ouest du centre historique de Venise. Les appontements de l'ACTV y sont situés à trois endroits distincts :
- Au nord, sur le Grand Canal
- À l'ouest, sur le canal de Santa Chiara
- Sur l'île de Tronchetto

| Arrêt              | Lieu                                 | Pontons | Lignes                                | Coords.                           | Photo |
| ------------------ | ------------------------------------ | ------- | ------------------------------------- | --------------------------------- | ----- |
| Piazzale Roma      | Canal de Santa Chiara et Grand Canal | 7       | 1, 2, 2/, 3, 4.1, 4.2, 5.1, 5.2, 6, N | 45° 26′ 23″ nord, 12° 19′ 04″ est |       |
| Riva de Biasio     | Grand Canal                          | 2       | 1, 5.1, 5.2, N                        | 45° 26′ 30″ nord, 12° 19′ 30″ est |       |
| San Stae           | Grand Canal                          | 1       | 1, N, A                               | 45° 26′ 30″ nord, 12° 19′ 51″ est |       |
| Tronchetto         | Grand Canal                          | 1       | 2, N                                  | 45° 26′ 25″ nord, 12° 18′ 23″ est |       |
| Tronchetto Mercato | Grand Canal                          | 1       | 2                                     | 45° 26′ 29″ nord, 12° 18′ 34″ est |       |

## Lido et Pellestrina
La lagune de Venise est séparée de la mer Adriatique par un cordon littoral, constitués du Lido et de Pellestrina. L'ACTV y exploite plusieurs appontements, situés du côté de la lagune.
| Arrêt                                     | Lieu | Pontons | Lignes                                        | Coords.                           | Photo |
| ----------------------------------------- | ---- | ------- | --------------------------------------------- | --------------------------------- | ----- |
| Alberoni (it) Rocchetta                   | Lido | 1       | 11                                            | 45° 20′ 29″ nord, 12° 18′ 31″ est |       |
| Lido Casinò                               | Lido | 1       | 20                                            | 45° 24′ 26″ nord, 12° 22′ 00″ est |       |
| Lido San Nicolò                           | Lido | 1       | 8, 14, 18                                     | 45° 25′ 28″ nord, 12° 22′ 38″ est |       |
| Lido Santa Maria Elisabetta (it) (S.M.E.) | Lido | 5       | 1, 2, 5.1, 5.2, 6, 8, 10, 11, 14, 18, B, R, N | 45° 25′ 04″ nord, 12° 22′ 06″ est |       |
| Pellestrina (it)                          |      | 1       | 19                                            | 45° 15′ 46″ nord, 12° 18′ 00″ est |       |
| Pellestrina (it) Caroman                  |      | 1       | 11                                            | 45° 14′ 37″ nord, 12° 17′ 38″ est |       |

## Murano
L'île de Murano est située au nord de Venise, dans la lagune. Les appontements desservis par l'ACTV sont situés soit au sud de l'île, sur la lagune, soit sur le Grand Canal qui partage l'île en deux.
| Arrêt     | Lieu               | Pontons | Lignes                                                            | Coords.                           | Photo |
| --------- | ------------------ | ------- | ----------------------------------------------------------------- | --------------------------------- | ----- |
| Colonna   | Lagune             | 3       | 3, 4.1, 4.2, 7, 18, B, G, Notturno Murano                         | 45° 27′ 04″ nord, 12° 20′ 56″ est |       |
| Da Mula   | Grand Canal        | 1       | 3, 4.1, 4.2, Notturno Murano                                      | 45° 27′ 22″ nord, 12° 21′ 07″ est |       |
| Faro      | Lagune             | 2       | 3, 4.1, 4.2, 7, 12, 13, 18, Notturno Murano, Notturno Laguna Nord | 45° 27′ 10″ nord, 12° 21′ 15″ est |       |
| Museo     | Grand Canal        | 2       | 3, 4.1, 4.2, R, Notturno Murano                                   | 45° 27′ 22″ nord, 12° 21′ 19″ est |       |
| Navagero  | Grand Canal        | 1       | 3, 4.1, 4.2, 7, 18, Notturno Murano                               | 45° 27′ 17″ nord, 12° 21′ 24″ est |       |
| Serenella | Canal de Serenella | 1       | 4.1, 4.2, Notturno Murano                                         | 45° 27′ 18″ nord, 12° 20′ 51″ est |       |
| Venier    | Grand Canal        | 1       | 3, 4.1, 4.2, Notturno Murano                                      | 45° 27′ 27″ nord, 12° 21′ 04″ est |       |

## Sant'Erasmo
Sant'Erasmo est une grande île du nord de la lagune vénitienne. L'ACTV y exploite quatre appontements.
| Arrêt              | Lieu   | Pontons | Lignes                   | Coords.                           | Photo |
| ------------------ | ------ | ------- | ------------------------ | --------------------------------- | ----- |
| Capannone          | Lagune | 1       | 13, Notturno Laguna Nord | 45° 27′ 17″ nord, 12° 23′ 19″ est |       |
| Chiesa             | Lagune | 1       | 13, Notturno Laguna Nord | 45° 27′ 34″ nord, 12° 24′ 36″ est |       |
| Forte Massimiliano | Lagune | 1       | 18                       | 45° 26′ 43″ nord, 12° 23′ 29″ est |       |
| Punta Vela         | Lagune | 1       | 13, Notturno Laguna Nord | 45° 28′ 06″ nord, 12° 25′ 13″ est |       |

## Autres îles
L'ACTV exploite plusieurs appontements sur diverses petites îles de la lagune.
| Arrêt            | Pontons | Lignes                      | Coords.                           | Photo |
| ---------------- | ------- | --------------------------- | --------------------------------- | ----- |
| Burano           | 3       | 9, 12, Notturno Laguna Nord | 45° 29′ 15″ nord, 12° 24′ 59″ est |       |
| Certosa          | 1       | 4.1, 4.2, 5.1, 5.2, R       | 45° 25′ 50″ nord, 12° 22′ 03″ est |       |
| Chioggia         | 1       | 11                          | 45° 13′ 25″ nord, 12° 16′ 51″ est |       |
| Cimitero         | 1       | 4.1, 4.2                    | 45° 26′ 55″ nord, 12° 20′ 46″ est |       |
| Lazzaretto Nuovo | 1       | 13                          | 45° 27′ 18″ nord, 12° 23′ 13″ est |       |
| Mazzorbo         | 1       | 12, Notturno Laguna Nord    | 45° 29′ 17″ nord, 12° 24′ 34″ est |       |
| San Lazzaro      | 1       | 20                          | 45° 24′ 44″ nord, 12° 21′ 36″ est |       |
| San Servolo      | 1       | 20                          | 45° 25′ 11″ nord, 12° 21′ 19″ est |       |
| Torcello         | 1       | 9, 12, Notturno Laguna Nord | 45° 29′ 42″ nord, 12° 24′ 44″ est |       |
| Vignole          | 1       | 13, Notturno Laguna Nord    | 45° 26′ 37″ nord, 12° 22′ 35″ est |       |

## Terre ferme
L'ACTV exploite plusieurs appontements situés sur le continent.
| Arrêt                | Lieu   | Pontons | Lignes                                        | Coords.                           | Photo |
| -------------------- | ------ | ------- | --------------------------------------------- | --------------------------------- | ----- |
| Aeroporto Marco Polo | Lagune | 2       | A, B, R                                       | 45° 30′ 02″ nord, 12° 20′ 14″ est |       |
| Fusina               | Lagune | 1       | 16                                            | 45° 25′ 06″ nord, 12° 15′ 31″ est |       |
| Punta Sabbioni (it)  | Lagune | 2       | 12, 14, 14L, 15, 17, 22, Notturno Laguna Nord | 45° 26′ 51″ nord, 12° 25′ 29″ est |       |
| San Giuliano (it)    | Lagune | 1       |                                               | 45° 27′ 58″ nord, 12° 16′ 50″ est |       |
| Treporti (it)        | Lagune | 1       | 12, 13, Notturno Laguna Nord                  | 45° 28′ 17″ nord, 12° 26′ 50″ est |       |